# Lomazzo Milanese
Lomazzo Milanese costituiva una delle due parti in cui per secoli fu diviso l'odierno comune di Lomazzo, insieme con la parte comasca dell'abitato.

## Storia
Nell'ambito delle guerre medievali fra Milano e Como, la località di Lomazzo finì per trovarsi in una posizione strategica ambita da entrambe le duellanti. L'accordo di pace comportò la spartizione dell'abitato fra le due province per oltre cinquecento anni. La parte meneghina, incentrata sulla parrocchia di San Vito, corrispondeva alla metà occidentale del paese.
A porre fine alla divisione dell'abitato fu Napoleone che dapprima trasportò la parte milanese in territorio comasco, e poi decise la fusione dei comuni dal 1809. Anche gli austriaci al loro ritorno, dopo un'iniziale titubanza, confermarono il provvedimento. 